# Kairi Narita
Kairi Narita (...) è un attore giapponese.

## Filmografia

### Film
- Gun Woman - Mastro/Medico
- Genghis Khan, il grande conquistatore - Bergdai (2007)
- Into the Sun -Young Yakuza (2005)
- Howaitoauto (2000)

### Serie Televisive
- Seijû sentai Gingaman - Copis (1998)